# 入国警備官
入国警備官（にゅうこくけいびかん）とは、出入国在留管理庁に所属する公安職の国家公務員で、不法入国者・不法滞在者の調査、摘発、収容した場合の処遇、送還などを行うことを職務とする。旧・入国管理庁時代の英語庁名 Immigration Agency に由来する I.A. の文字の入った略旭日章を徽章とする。制度の発足した1950年（昭和25年）10月1日から1951年（昭和26年）11月30日までの間は特別司法警察職員としての権限を持っていた。その後は刑事訴訟法上の司法警察職員ではなくなったが、国家公務員法の適用に関しては「警察職員」として扱われている。愛称は入管Gメン。

## 概要
出入国在留管理庁の施設等機関である入国者収容所と、地方支分部局である地方出入国在留管理局に配置されている。
霞が関にある出入国在留管理庁は、入国管理政策（入国審査・警備政策）の頂点の組織であるが、官職は法務事務官あるいは検察官である。
他官庁からの出向者などごく一部の者を除き、基本的に入国警備官採用試験（難易度は国家公務員III種程度）の合格者の中から任用される。入国警備官という官職名での役職最高クラスは局次長待遇の警備監理官（東京出入国在留管理局2人・名古屋出入国在留管理局・大阪出入国在留管理局各1人）であり、地方入国管理局次長や局長のポストへ昇格する場合は入国審査官の官職に転官することになる。
なお、入国審査官と入国警備官の職権分離という法の建前上、入国者収容所、地方出入国在留管理局の本支局など部門・配置人員の多いところでは入国警備官が入国審査官の職務に関与することはないが、配置人員の少ない一部の出張所（所長以下の職員数が一桁の海港型出張所など）では、人員不足による繁忙緩和の観点から入国警備官に対して「入国審査官に併任する」旨の辞令を交付し、日常的に両方の業務を兼務させる例もある。この場合、給与は本来の入国警備官としての公安職俸給表（一）による額のみが支給され、入国審査官を併任することによる手当の増加等は一切行われない。併任の場合に手当の増加等がないのは、入国警備官と入国審査官の併任の場合に固有のものではなく、国家公務員法第101条第1項後段の「職員は、官職を兼ねる場合においても、それに対して給与を受けてはならない。」の規定によるものであり、すべての国家公務員の併任の場合に共通する扱いである。
これは入国審査官を併任することによる業務負担増を受忍すること「自体」に対する追加の手当は支給されないという意味であって、超過勤務・休日出勤・出張した場合の手当等についてはその内容が本来の入国警備官としての業務であったか併任入国審査官としての業務であったかを問わず入国警備官としての給与を元に算定した割増賃金としての超過勤務手当等及び旅費が当然に支給される。

## 入国警備官の階級
入国警備官の階級は、出入国管理及び難民認定法第61条の3の2第5項の規定に基づき、出入国管理及び難民認定法施行令（平成10年5月22日政令第178号）第7条の規定により定められ、その内訳は警備監を最高位とする7階級(内規に基づくものを含めた場合9階級)とされている。
| 入国警備官の階級の変遷 | 入国警備官の階級の変遷 | 入国警備官の階級の変遷   | 入国警備官の階級の変遷   | 入国警備官の階級の変遷 |
| 序列                   | 1950年10月19日         | 1985年4月1日             | 1986年4月5日             | 1998年4月9日           |
| ---------------------- | ---------------------- | ------------------------ | ------------------------ | ---------------------- |
| 1                      | -                      | （警備部長たる警備長）   | （警備監理官たる警備長） | 警備監                 |
| 2                      | 警備長                 | 警備長                   | 警備長                   | 警備長                 |
| 3                      | 警備士長               | 警備士長                 | 警備士長                 | 警備士長               |
| 4                      | 警備士                 | 警備士                   | 警備士                   | 警備士                 |
| 5                      | 警備士補               | 警備士補                 | 警備士補                 | 警備士補               |
| -(6)                   | -                      | （主任警守長たる警守長） | (主任警守長たる警守長)   | (主任警守長たる警守長) |
| 6(7)                   | 警守長                 | 警守長                   | 警守長                   | 警守長                 |
| -(8)                   | -                      | (主任警守たる警守)       | (主任警守たる警守)       | (主任警守たる警守)     |
| 7(9)                   | 警守                   | 警守                     | 警守                     | 警守                   |

- 政令で定められた正式な階級は最高位の警備監以下7階級である。括弧内のものはこの政令には記載がなく内規により定められたいわば準階級である。通常は単に「主任警守長」のように称するが、政令レベルから見た正式な階級は「○○たる」の冠されない（つまり1ランク下と同じ）ものであるため、正確に区別する際には表中のように「主任警守長たる警守長」のようにいう。俸給の級は主任等の冠される者とそうでない者との間に1級の差が設けられている。ちょうど警察官の階級における巡査長と巡査のような関係に当たる。

- この主任警守長等の制度についての出典となる内規そのものの内容を外部から参照することは容易でないが、省令として公布・施行されている入国審査官及び入国警備官服制 - e-Gov法令検索（平成5年法務省令第26号）別表（3）胸章の摘要欄において「主任警守長たる警守長」と「主任警守たる警守」という表記が用いられており、省令よりレベルの低い内規で設けられたはずの準階級が（法令レベルでの根拠定義記載もないまま唐突に）より高位の省令に名称だけ登場するという変則的な形ではあるものの、その存在を確認することができる。「警備監理官たる警備長」など過去に存在した「階級ではないランクの胸章（階級章）」も同省令又はその前身の省令で確認可能。

- 入国警備官は、入管組織においては「課・係」制でなく専門官制（部門制）となっており、配置される部署に応じて次のような役職呼称が階級とは別に与えられる。

- 警備監理官（局次長級、警備監“監理官”）
- 首席入国警備官（課長級、警備長“首席”）
- 統括入国警備官（課長補佐級、警備士長“統括”）
- 上席入国警備専門官（係長級、警備士若しくは警備士補“上席”）
- 入国警備専門官（係主任級、警守長）

## 装備
入国警備官は、出入国管理及び難民認定法第61条の4に基づき武器の携帯が認められており、拳銃を装備している。
そのほか、個人装備として特殊警棒や手錠などを使用する。
部隊行動による集団警備が行われることもあり、警察機動隊のものに類似する防護装備（ヘルメット、プロテクター、盾、防弾及び防刃ベストなど）も有している。
車両、船舶については地方出入国在留管理局を参照。